# Apollo (kráter)
Apollo je velký měsíční impaktní kráter. Nachází se na jižní částí odvrácené strany Měsíce. 
Jméno tomuto kráteru určila roku 1970 Mezinárodní astronomická unie, jmenuje se po americkém kosmickém programu pilotovaných letů na Měsíc, programu Apollo.
Některé menší krátery, které se nacházejí uvnitř kráteru Apollo jsou pojmenovány po určitých osobách v historii NASA.
Kráter Dryden, pojmenovaný po Hugh L. Drydenovi, se nachází na jihovýchodní straně kráteru. Tři krátery jsou zde pojmenovány po členech posádky Apolla 8 – kráter Lovell,  Anders a kráter Borman.
V roce 2006 schválila Mezinárodní astronomická unie pojmenování sedmi kráterů podle jmen zesnulé posádky raketoplánu Columbia.

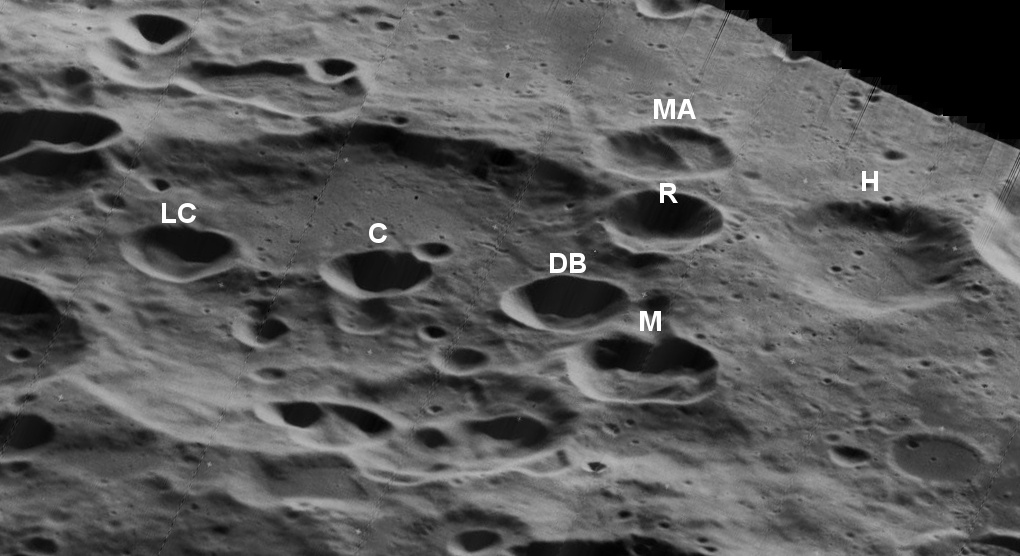
Krátery pojmenované po posádce letu STS-107

| Kráter      | Souřadnice                  | Průměr | Eponym              |
| ----------- | --------------------------- | ------ | ------------------- |
| Chawla      | 42°48′ s. š., 147°30′ v. d. | 15 km  | Kalpana Chawla      |
| D. Brown    | 42° s. š., 147°12′ v. d.    | 15 km  | David McD. Brown    |
| Husband     | 40°48′ s. š., 147°54′ v. d. | 29 km  | Richard D. Husband  |
| L. Clark    | 43°42′ s. š., 147°42′ v. d. | 16 km  | Laurel B. S. Clark  |
| McCool      | 41°42′ s. š., 146°18′ v. d. | 21 km  | William McCool      |
| M. Anderson | 41°36′ s. š., 149° v. d.    | 17 km  | Michael P. Anderson |
| Ramon       | 41°36′ s. š., 148°6′ v. d.  | 17 km  | Ilan Ramon          |